# Édouard Nevejans
Eduardus Ludovicua (Édouard) Nevejans, soms ook Bertje Nevejans (Gent, 4 maart 1842 – Elsene, 2 mei 1895) was een Belgisch cellist, zanger, componist, maar vooral muziekpedagoog.
Hij was zoon van kleermaker Albertus Franciscus Nevejans en Amelia De Meijere. Hijzelf was getrouwd met Flore Verschaffelt. Hij was ridder in de Leopoldsorde.
Zijn loopbaan begon in het koor van het Sint-Barbaracollege in Gent, gevolgd door andere koren. Hij startte in 1855 zijn opleiding aan de voorloper van het Gents Conservatorium met docenten Jan Andries (harmonie en compositie) en François De Vigne (cello). Met een studiebeurs van de stad Gent kon hij verder studeren aan het Koninklijk Conservatorium Brussel. Vanaf 1858 was hij op de diverse podia te vinden, meest als cellist in een kamermuziekensemble, onder andere de Zeven Straven die vaak concerteerden in Sodaliteit en Gentse Société Littéraire.
Hij werd al op jonge leeftijd in 1874 directeur van de net opgerichte Muziekschool Eeklo en bleef er tot 1876. Al eerder had hij zich verbonden aan het Gents conservatorium; hij werd in 1870 docent notenleer aanvankelijke graad, schoof door naar notenleer voor volwassenen (1874) en notenleer hogere graad (1785-1894). Hij gaf er ook les in samenzang (1882-1895) en Nederlandse zang (1890-1895). In Gent was hij ook actief in lessen notenleer aan de stadsscholen en rijksnormaalschool voor meisjes (1876-1888). Vanaf 1875 tot aan zijn dood was hij docent Nederlandse zang aan de Stedelijk Conservatorium Brugge.
Hij was in al die steden ook actief als koordirigent: Société royale des Mélomanes (1867-1883), Société royale des Choeurs en Cercle Artistique et Littéraire (1892-1895).
Hij schreef werken binnen de genres liederen (solo of koor). Van hem is een komische opera in één bedrijf bekend, maar er is niet bekend of dat werk De dubbele jacht (1862) op libretto van Napoleon Destanberg ooit is uitgevoerd (Encyclopedie meldt nog “werd nooit uitgevoerd”). Andere te noemen werken zijn Flora (wals voor piano solo) en Bundel met zes liederen met pianobegeleiding. Hij gaf in 1888 samen met Karel Miry uit: Keus van Zangen ten gebruike der muziekconservatoriums, Muziek-, normale en lagere scholen.